# Torneio Octogonal Sul-Americano de 1961
O Torneio  Octogonal de Verão, também conhecido por Torneio Octogonal Sul-Americano, ou Gran Torneo Internacional de Verano, foi a primeira e única edição deste evento esportivo, um torneio internacional amistoso de futebol masculino organizado pelas oito associações disputantes, que ocorreu na América do Sul, anfitrião da competição. Com quatro cidades-sede, o campeonato começou a ser disputado no dia 4 de janeiro e terminou em 25 de janeiro.
Um total de 28 partidas foram jogadas em três países diferentes. No Brasil os jogos ocorreram nas cidades de São Paulo e Rio de Janeiro; no Uruguai em Montevidéu; e na Argentina em Buenos Aires.
O torneio contou com a participação de oito associações de três países da América do Sul. O  Brasil teve a maioria, com quatro representantes – Corinthians, Flamengo, São Paulo e Vasco da Gama. A Argentina contou com dois times, assim como o Uruguai.
O título foi definido na última rodada. O Flamengo garantiu o título, beneficiado pela derrota do Boca Juniors para o São Paulo, em Buenos Aires, por 5–1.

## Antecedentes

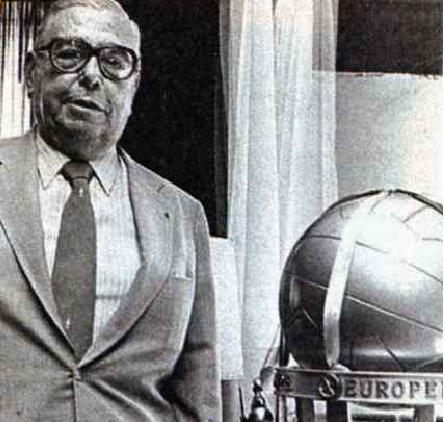
Alberto Jacinto Armando, na época presidente do, idealizador do torneio.

Em 7 de novembro de 1960, na sede do Vasco da Gama, estiveram reunidos Edgar Freitas e Aristóbulo Mesquita para acertar, definitivamente, os "ponteiros" do Torneio Octogonal para entregar a tabela e os acertos finais no dia 15 aos dirigentes argentinos. Antes da reunião, os dois já tinham criado o esboço da tabela.

## Participantes
| Clubes Participantes     |
| ------------------------ |
| Flamengo – Brasil        |
| Vasco da Gama – Brasil   |
| São Paulo – Brasil       |
| Corinthians – Brasil     |
| River Plate – Argentina  |
| Boca Juniors – Argentina |
| Nacional – Uruguai       |
| Cerro – Uruguai          |

## Tabela
A Competição foi disputada no formato "todos contra todos" em turno único. 
| Cronologia dos jogos |               |       |               |
| 04/01/1961           | Nacional      | 0 – 0 | Boca Juniors  |
| 04/01/1961           | River Plate   | 1 – 1 | Cerro         |
| 04/01/1961           | Corinthians   | 1 – 2 | Flamengo      |
| 04/01/1961           | Vasco da Gama | 2 – 2 | São Paulo     |
| 07/01/1961           | Boca Juniors  | 3 – 0 | Cerro         |
| 07/01/1961           | Nacional      | 0 – 3 | River Plate   |
| 07/01/1961           | Flamengo      | 3 – 2 | São Paulo     |
| 07/01/1961           | Corinthians   | 2 – 1 | Vasco da Gama |
| 10/01/1961           | River Plate   | 1 – 1 | Boca Juniors  |
| 10/01/1961           | Vasco da Gama | 1 – 0 | Flamengo      |
| 10/01/1961           | Corinthians   | 2 – 1 | São Paulo     |
| 10/01/1961           | Cerro         | 1 – 0 | Nacional      |
| 14/01/1961           | Boca Juniors  | 2 – 0 | Vasco da Gama |
| 10/01/1961           | River Plate   | 0 – 1 | Flamengo      |
| 10/01/1961           | Cerro         | 3 – 2 | Corinthians   |
| 15/01/1961           | Nacional      | 0 – 2 | São Paulo     |
| 17/01/1961           | Boca Juniors  | 4 – 0 | Flamengo      |
| 17/01/1961           | Nacional      | 2 – 2 | Corinthians   |
| 18/01/1961           | River Plate   | 1 – 2 | Vasco da Gama |
| 18/01/1961           | Cerro         | 1 – 0 | São Paulo     |
| 21/01/1961           | Boca Juniors  | 3 – 4 | Corinthians   |
| 21/01/1961           | Cerro         | 2 – 1 | Vasco da Gama |
| 22/01/1961           | River Plate   | 3 – 2 | São Paulo     |
| 22/01/1961           | Nacional      | 0 – 1 | Flamengo      |
| 24/01/1961           | River Plate   | 2 – 1 | Corinthians   |
| 24/01/1961           | Nacional      | 1 – 1 | Vasco da Gama |
| 25/01/1961           | Boca Juniors  | 1 – 5 | São Paulo     |
| 25/01/1961           | Cerro         | 0 – 2 | Flamengo      |

## Classificação final
| 1 | Flamengo      | 10 | 7 | 5 | 0 | 2 | 9  | 8  | +1 |
| 2 | Cerro         | 9  | 7 | 4 | 1 | 2 | 8  | 9  | -1 |
| 3 | Boca Juniors  | 8  | 7 | 3 | 2 | 2 | 14 | 10 | +4 |
| 4 | River Plate   | 8  | 7 | 3 | 2 | 2 | 11 | 8  | +3 |
| 5 | Corinthians   | 7  | 7 | 3 | 1 | 3 | 14 | 14 | 0  |
| 6 | Vasco da Gama | 6  | 7 | 2 | 2 | 3 | 8  | 10 | -2 |
| 7 | São Paulo     | 5  | 7 | 2 | 1 | 4 | 14 | 12 | +2 |
| 8 | Nacional      | 3  | 7 | 0 | 3 | 4 | 3  | 10 | -7 |

## Premiação
| Torneio Octogonal Sul-Americano de 1961 |
| --------------------------------------- |
| Flamengo Campeão                        |